# Московський похід Яна II Казимира
Московський похід Яна II Казимира — військова кампанія Речі Посполитої взимку 1663—1664 років, що стала головною подією завершальної стадії війни московії та Речі Посполитої 1654—1667 років. Вторгнення найбільшої за цю війну 60-тисячної армії&nbsp — польсько-литовської армії, підтриманої правобережними козаками і кримськими татарами, переслідувало декілька цілейː мінімальну — повернути Речі Посполитій землі Лівобережної України, втрачені нею на початку Хмельниччини, максимальну — дійти до Москви, подібно до Московського походу королевича Владислава Вази, аби з позиції сили продиктувати Московському царству умови миру. Для цього під королівські прапори зібрано армію — найбільшу з тих, що вторгалися до Мосоквії протягом XVII століття. Похід, однак, закінчився повним провалом і важким відступом армії Яна II Казимира на батьківщину бездоріжжям і лісами. Внаслідок провального походу Річ Посполита втратила ініціативу у війні, що зумовило підписання Андрусівського перемир'я та відмову Варшави від значних територій на користь Москви.

## Політична ситуація
Після підписання 1660 року Річчю Посполитою Олівського миру зі Швецією значні польсько-литовські контингенти перекинуті з північного театру бойових дій на східний (на литовський напрямок), де вони здобули низку перемог і витіснили московські війська з більшості територій Великого князівства Литовського. На землях Гетьманщини зміна зовнішньополітичної орієнтації Юрія Хмельницького з Москви на Варшаву, який визнав владу короля Речі Посполитої та підписав з ним Слободищенський трактат, спричинила появу потужної промосковської опозиції молодому гетьману, насамперед у лівобережних полках, та до політичного розколу між Правобережжям та Лівобережжям. Втім, до 1663 року ситуація на Гетьманщині залишалася незмінною, оскільки жодній із сторін війни не вдавалося закріпитися на протилежному березі Дніпра. Щоб змінити патову ситуацію, Ян II Казимир вирішив завдати вирішального удару під час масштабної зимової кампанії 1663—1664 років, для якої мобілізував максимальну кількість доступних йому польських сил.

## Тактика та стратегія
На думку польських істориків, король прагнув перемогти московські війська в зимовій генеральній битві. Однак, противника, який би протистояв йому не було, оскільки у зимовий час московські війська зазвичай розпускалися на квартири і для термінового збору великого війська царю був потрібен час. Тому історик Ігор Бабулін вважає, що з урахуванням обраної пори року, і вимог, які вона висувала до мобілізації армії, генеральна битва, яку хотів нав'язати царю король, могла відбутися тільки під Москвою, яка і була метою стрімкого походу королівських військ. Король сподівався, що його армія не буде брати в облогу великі московські гарнізони лівобережної Гетьманщини, а встановить контроль над лівобережними козаками і швидко візьме під контроль їх невеликі фортеці. Натомість, від походу на Москву через Смоленськ напряму Річ Посполита відмовилися через небезпеку залишення у сеебе на фланзі Лівобережної України, козаки якої ударом з півдня могли перерізати шляхи постачання королівської армії у Великому князівстві Литовському. При цьому коронне військо, посилене правобережними козаками та кримськими татарами, мало виступити в похід з Правобережної України, а литовське військо виступало з Великого князівства Литовського самостійно, об'єднавшись з королівською армією в районі Брянська.

## Чисельність військ
Король Речі Посполитої розумів, що Московія давно подолала Смуту, і її армія 1663 року, на відміну від 1618 року, була боєздатною, тому прагнув мобілізувати максимальну кількість військових і залучити всіх союзників. Йому вдалося зібрати коронне військо чисельністю 22 тисячі кавалерії та піхоти. Чисельність литовського війська оцінювалась у 18 тисяч осіб. Обидва війська мали підрозділи крилатих гусар — елітної важкої кавалерії, головної ударної сили армії Речі Посполитої. Коронне та литовське військо сумарно мало декілька десятків легких польових гармат, проте не мало важкої облогової артилерії. Командування королівського війська зібрало майже всіх найдосвідченіших воєначальників Речі Посполитої. Війська правобережного гетьмана Павла Тетері, налічували, найімовірніше, близько 10 тисяч козаків. Аналогічну чисельність мало кримське військо, очолюване царевичами Мамет-Ґераєм та Саадет-Ґераєм.

## Хід кампанії
15 (25) жовтня 1663 року об'єднані армії Речі Посполитої, Тетері і Кримського ханства виступили з Білої Церкви і переправилася через Дніпро поблизу Ржищева. Потім об'єднане військо попрямувало на північний схід України. Московські гарнізони на Правобережжі стояли лише в Києві, а на Лівобережжі — в Чернігові, Острі, Ніжині та Переяславі, московські загони стояли і при лівобережному гетьмані Брюховецькому в Батурині. Обходячи московські гарнізони, королівське військо з ходу брало невеликі козацькі фортеці, деякі з яких здавалися без бою. Брюховецький не міг надати їм допомогу, уникаючи великого польового бою, результат якого передбачався як негативний. Запеклий опір коронній армії чинила Салтикова Дівиця, населення якої поляки після взяття вирізали, а саме поселення — спалили. Королівський наступ на Сіверщині стрімко розвивався. Частина королівського війська на чолі з Яном Собеським, за сприяння кримських татар та правобережних козаків, узяла Кременчук, Лубни, Лохвицю, Ромни, Глинськ, Варву та Прилуки. Втім, ця польська армія не взяла Гадяча.
Підійшовши до ставки Брюховецького — Батурина 5 (15) січня 1664 р., в якому при гетьмані перебував сильний 3-тисячний московський гарнізон рейтарів, король після перших сутичок вирішив не штурмувати добре укріплене місто і рушив далі. Тим часом, лівобережні козаки і московські рейтари зухвалою вилазкою з Конотопа захопили частину королівського обозу і полонених під Новими Млинами. 11 (21) січня 1664 року королівське військо досягло Глухова, і обложила його. У цей час московські воєводи Петро Шереметєв, що стояв у Сєвську, і Григорій Ромодановський, що стояв у Сумах, почали збори свого війська. Московське командування очікувало нападу на Смоленськ і, тому було захоплене кампанією Яна II Казимира на південному театрі військових дій зненацька. Головним воєводою був призначений Яків Черкаський, який збирав військо в Можайську. 31 грудня 1663 (10 січня 1664) він виступив у південному напрямку, оскільки загроза Смоленську минула.
Тим часом Михайло Казимир Пац, що йшов на з'єднання з королем на чолі литовського війська, взяв в облогу Рославль, однак наполеглива оборона міста воєводою Іваном Тухачевським змусила його через три тижні відступити ні з чим. По дорозі до короля Пацу, який з'єднався з Полубинським, також не вдалося взяти приступом Брянськ. Не краще розвивалася облога Глухова королівським військом. Гарнізон, що складався виключно з лівобережних козаків під командуванням Василя Дворецького, відбив напади численного війська Речі Посполитої, Тетері та Кримського ханства, завдаючи йому відчутних втрат. За чутками, таємну допомогу обложеним надавав полковник правобережних козаків Іван Богун, який передавав у фортецю важливі відомості, за що пізніше був розстріляний. Простоявши під Глуховом два з половиною тижні і дізнавшись, що проти нього висувається Григорій Ромодановський із військом, король вирішив не витрачати час і солдатів на Глухів і рухатися до Сєвська. Під час облоги Глухова окремі польські, литовські, козацькі та татарські загони, здобуваючи провіант і повний, здійснювали рейди під Карачев, Рильськ та Курськ, але спроби штурму цих міст закінчилися невдало.

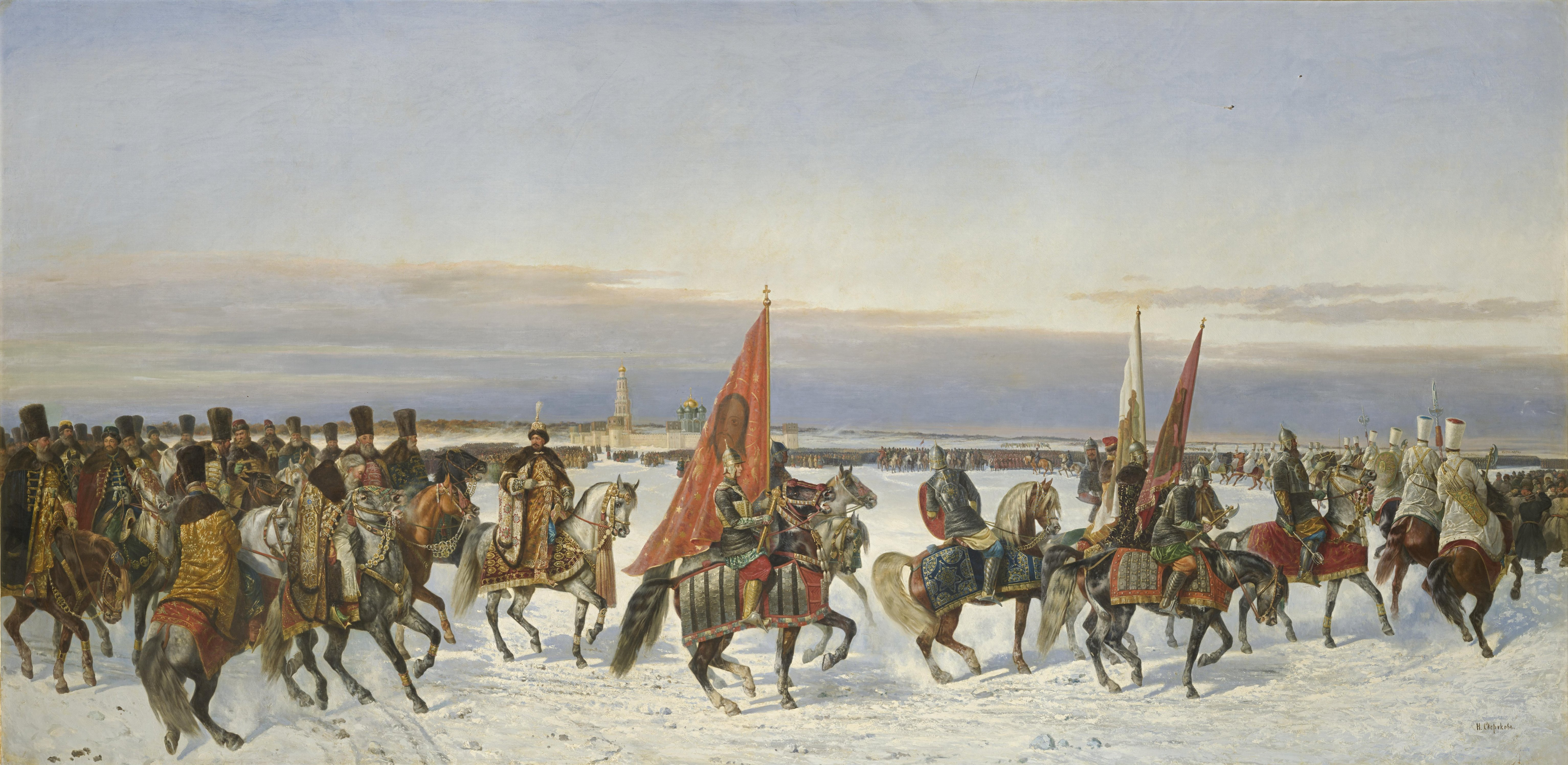
Виїзд царя Олексія Михайловича на огляд військ 1664 року. Картина МиколиСверчкова, 1864 р.

Тим часом у Москві готувалися до відбиття наступу Речі Посполитої. Олексій Михайлович скомандував збирати Государів полк і готувався особисто очолити похід назустріч Яну II Казимиру, чого не робив з часів облоги Риги 1656 року. Знаменний огляд царського війська відбувся 10 (20) лютого 1664 року біля стін Новодівичого монастиря.
Підійшовши до Сєвська, король не ризикнув брати в облогу добре оснащену й укріплену Сєвську фортецю, з якої його військо обстрілював з гармат воєвода Іван Полєв. З'єднавшись із литовським військом Ян Казимир на військовій раді 10 (20) лютого 1664 року — 12 (22) лютого 1664 року ухвалив рішення припинити похід на Лівобережжя і відступити. Важливу роль у його рішенні відіграв той фактор, що на тлі тривалого й безуспішного стояння під Глуховом у тилу в короля повставали зайняті ним лівобережні міста. Спалахнуло й Правобережжя, де розгорілося Правобережне повстання 1664—1665 років. У цих умовах армія короля могла виявитися відрізаною від постачання, зважаючи на наближення до нього з різних боків ворожих армій — московської і Брюховецького, про чисельність яких король був дезінформований. В цих умовах наступ на Москву був украй ризикованим. Відступаючи, король все ж послав досить великий загін під командуванням Полубинського і Бідзинського в напрямі на Калугу, який, зустрівши опір Московії у битві під Косуличами і дізнавшись про наближення московського війська Якова Черкаського, повернув назад. Король рушив до Новгорода-Сіверського, оскільки було прийнято рішення відводити армію Речі Посполитої з Лівобережної України на Правобережжя Дніпра найкоротшим шляхом — через Стародуб у бік литовського кордону. Частину війська Речі Посполитої очолену Чарнецьким послано на Правобережжя для придушення місцевого антикоролівського повстання.
15 тисячне московське військо Ромоданівського, з'єднавшись із козацьким військом Брюховецького, переслідувало короля, який відступав до Десни. Яну II Казимиру вдалося переправитися під Пирогівкою через цю річку 15 (25) лютого 1664 року і зупинитися під Новгородом-Сіверським, проте король вирішив знову направити кінні загони Чарнецького проти Ромоданівського та Брюховецького на лівий берег Десни. Там вони були розбиті під Вороніжем. Після цього козаки Брюховецького, захопивши переправу через Десну, переправилися на її правий берег, але були розбиті та відтіснені на лівий берег Чарнецьким. Через це Пирогівська битва завершилась нічиєю. Король, простоявши декілька днів на правому березі Десни не зумів взяти Новгород-Сіверський і продовжив відступ з Лівобережної України до литовського кордону Речі Посполитої. На переправі через річку Іпуть під Дроковом ар'єргард армії Речі Посполитої очолений Християном Людвігом Калькштейном атакувало московське військо Івана Прозоровського та Юрія Барятинського. Воно перемогло королівський ар'єргард у битві під Дроковом, полонивши Калькштейна і захопивши значну частину польсько-литовського обозу. Після цієї поразки військові дії в рамках королівської кампанії зими 1663—1664 року закінчилися.
Королівське військо від Стародуба до Кричева вів лісовими хащами та болотами Іван Бугай. Оскільки відступ відбувався в березні, сніг розтанув, погані дороги регіону стали непрохідними. Солдати Яна II Казимира, які відступали, були крайньо виснажені, їх коні гинули тисячами. Через це польські солдати кинули всі вози з продовольством і закопали великі королівські гармати. Їм довелося їсти мертвих коней. На литовську територію з Лівобережної України зі значними втратами поверталася не армія, а натовп змучених, поранених, обморожених та голодних людей, які майже втратили боєздатність. Французький герцог Антуан де Грамон, який перебував у війську Яна II Казимира, описував цю ситуацію:
|  | Страждання тих, хто відступав, були неймовірні... ми змушені були пройти наш шлях, упродовж понад шістдесяти льє, у снігах, через лісову гущавину, де не проходив ніхто, окрім диких кішок. Ми думали, що загинемо всі, і король врятувався з великими труднощами. Сніги розтанули, річки вийшли з берегів; інколи доводилося робити по чотири льє по розливах, не маючи іншої можливості не потонути, окрім нарядів людей, які йшли попереду ескадронів і батальйонів із довгими жердинами для намацування місць, куди можна було б ступити; надзвичайно щасливі тим, що врятувалися, покидавши всі вози. Оскільки в цілій армії з них не збереглося жодного, починаючи з возів королівських, настав такий сильний голод, що впродовж двох днів я бачив, як не було хліба на столі в короля і як усі були напередодні голодної смерті. Цей жахливий марш ми виносили два тижні. [...] В історії минулих століть немає нічого, що можна б було порівняти зі станом такого розгрому. |

## Результати кампанії
Через важкі наслідки походу на Лівобережну Україну для Речі Посполитої Ян II Казимир ніколи більше не повторював такий грандіозний захід. Король, протягом кампанії, так і не зміг домогтися генеральної битви з московськими військами і був змушений перервати свій похід. Запорукою його невдачі булиː нездатність повністю підкорити лівобережні полки і вивести з гри лівобережного гетьмана Брюховецького, стійкість низки лівобережних козацьких і московських гарнізонів, насамперед у Глухові. У результаті, витративши цінний час і багато солдатів, король опинився перед серйозними військовими ризиками, які змусили його відмовитися від своїх планів. Московські війська без великих жертв і генеральної битви змогли ефективно витіснити велику армію Речі Посполитої з території Лівобережної України. Історики, однак, зазначають, що за більшої розторопності головнокомандувача московської армії Якова Черкаського були можливі повний розгром ослабленої і деморалізованої польсько-литовської армії між Мглином і Кричевом і взяття в полон Яна II Казимира.
Після відступу польсько-литовської армії усі 52 міста Лівобережної України повернулися під контроль Лівобережного Гетьмана Брюховецького і Москви. Аж до розділів Речі Посполитої за Катерини II Дніпро став «лінією рівнодії» (розмежування) між Московією та Річчю Посполитою. Втративши військову ініціативу, Річ Посполита незабаром підписала Андрусівське перемир'я, відмовившись від Лівобережжя та Смоленщини. За словами Наталії Яковенко, похід Яна II Казимира став останньою спробою Речі Посполитої переломити на свою користь більш ніж сторічне протистояння з Московією, яке почалося за часів Лівонської війни.
Одним із підсумків походу стало значне руйнування Лівобережної України та низки прикордонних московських повітів, що дозволяє порівняти його результати з результатами звичайного рейду грабіжників.
Історик Микола Смирнов аналізуючи політичне значення та підсумки масштабного походу Яна II Казимира, припускав, що він мав розв'язати гострі суперечності між королем і шляхтою Речі Посполитої, яка часто бунтувала проти короля і протистояла спробам зміцнення його влади. Ян Казимир II сподіваючись переламати перебіг війни, повернути всю Україну до складу Речі Посполитої та завдати поразки Московського царства, розраховував таким чином досягнути компромісу зі шляхтою, яка, в обмін на значні нові земельні наділи, погодилася б із розширенням королівських прав і повноважень. Саме завдяки цьому, вважає Смирнов, королю вдалося зібрати під свої прапори настільки численне військо. Однак провал походу поховав ці плани, після чого король відмовився від внутрішньополітичних реформ. Річ Посполита після цього залишилася державою з надзвичайно широкими правами шляхти, що зумовило її слабкість та недієздатність протягом XVIII століття.